# Почесна відзнака «За заслуги перед польською культурою»
Почесна відзнака «За заслуги перед польською культурою» (пол. Odznaka honorowa «Zasłużony dla Kultury Polskiej») — польська відомча відзнака яку присуджує Міністерство культури та національної спадщини Польщі особам, установам та організаціям за видатний внесок у створенні, поширенні та збереженні польської культури та спадщину в країні чи за кордоном. 

## Історія
Відзнаку було засновано 11 серпня 1969 року за часів Польської Народної Республіки.
17 червня 2005 року почесна відзнака «За заслуги перед польською культурою» замінила иншу нагороду «Заслужений діяч культури Польщі» («Zasłużony działacz kultury»).

## Опис
Почесна відзнака «За заслуги перед польською культурою» має форму розетки діаметром 32 мм, у позолоті та темно-червоних барвах. У центрі розетки, на круглому білому емальованому щиті, позолочена монограма «RP», а по краю щита, на сріблястому фоні, напис «ZASŁUŻONY DLA KULTURY POLSKIEJ». Зворотний бік розетки гладкий та позолочений. Розетка підвішена на прямокутній вертикальній колодці розміром 10 × 41 мм. У верхній частині колодки — стилізований посріблений орел. У нижній частині колодки, під орлом, розташовані вертикальні, однаково широкі, емальовані смуги білого та червоного кольору. Почесна відзнака виготовлена з томпаку.

## Нагороджені
- Божена Антоняк — українська перекладачка, лінгвістка, редакторка, видавець.
- Ольга Аросєва — радянська та російська акторка театру і кіно, народна артистка РРФСР.
- Ірина Архипова — радянська та російська оперна співачка (мецо-сопрано), солістка Большого театру (1956—1988), народна артистка СРСР (1966).
- Жанія Аубакірова — казахська піаністка, музична педагогиня, професорка.
- Казімеж Бурнат — польський поет, журналіст, перекладач, редактор, публіцист, аніматор культури, автор поетичних книжок та численних публікацій.
- Ніна Герасимова-Персидська — український музикознавець, доктор мистецтвознавства (1978), Заслужений діяч мистецтв України (1997).
- Чеслав Гернас — польський філолог та фольклорист, професор Вроцлавського університету.
- Олег Гірний — український науковець, освітній діяч, перекладач. Кандидат технічних наук (1989).
- Олексій Коган — український автор і ведучий радіо- та телепрограм, ведучий джазових концертів.
- Тимофій Кохан — український науковець, перший заступник Міністра культури України (2013-2014).
- Євген Лавренчук — український театральний режисер, педагог.
- Богдана Матіяш — українська письменниця, редакторка, перекладачка, літературний критик.
- Дзвінка Матіяш — українська письменниця, перекладачка.
- Артур Микитка — український скрипаль, педагог, професор,народний артист України (2006).
- Музей професійного мініатюрного мистецтва Генрик Ян Доміняк в Тихах — музей модернізму — сучасного мистецтва (2021)
- Юрій Попсуєнко — український перекладач, редактор, член НСПУ (1979), НСЖУ (1975), Заслужений працівник культури України (2008).
- Остап Сливинський — український поет, перекладач та літературознавець.
- Дарослав Торунь — польський письменник-фантаст, перекладач та автор рольових ігор.
- Костянтин Чавага — український журналіст, заступник прес-секретаря Львівської Архідієцезії, кореспондент Радіо Ватикану.